# تشارلز شيير
تشارلز ريتشارد شيير (ولد في 11 أكتوبر 1941) هو مخرج وكاتب سيناريو ومنتج أمريكي من أصل يهودي. أفلامه هي في الغالب أفلام كوميدية، وغالبًا ما تكون ذات طابع كوميدي رومانسي. تشمل أفلامه «الجندي بنيامين» (1980)، «اختلافات غير قابلة للتوفيق» (1984)، «والد العروس» (1991)، و«والد العروس الجزء الثاني» (1995)، «فخ الوالدين» (1998)، «ألفي» (2004) ،وغيرها.

## النشأة
ولد في لوس أنجلوس، ونشأ في صناعة السينما حيث عمل والده مع ديفيد غريفيث وكان أحد مؤسسي نقابة المخرجين الأمريكية. بعد التحاقه بجامعة كاليفورنيا في لوس أنجلوس ، قُبل في برنامج التدريب المهني في نقابة المخرجين، مما أدى إلى عمله مساعد مخرج. ومع ذلك سرعان ما تحول تركيز شيير إلى الكتابة وذهب للعمل مساعدًا لغاري مارشال وجيري بيلسون ، منتجي المسلسل التلفزيوني «الزوجان الغريبان». في نهاية المطاف ، شق طريقه ليترأس الكاتب والمنتج المشارك في المسلسل الشهير في أوائل سبعينيات القرن العشرين. هو من أصل يهودي.

## المسار المهني
بعد «الزوجان الغريبان»، انتقل إلى الأفلام الروائية وحصل على أول رصيد كتابي له Smokey and the Bandit (1977) ، بطولة بيرت رينولدز . في العام التالي شارك شيير في كتابة فيلم Goin 'South، الذي أخرجه وبطولة جاك نيكلسون، وحصل على أول ترشيح من نقابة الكتاب الأمريكية لأفضل سيناريو لفيلم والتر ماثو وغليندا جاكسون «نداءات منزلية» (1978).

## روابط خارجية
- تشارلز شيير في قاعدة بيانات الأفلام على الإنترنت